# Негнар
Негнар (итал. Negrari) је насељено место у континенталном делу Истарске жупаније у Републици Хрватској. Административно је у саставу Града Бузета.

## Становништво
Према задњем попису становништва из 2001. године у насељу Негнар живела су 24 становника који су живели у 6 породичних домаћинстава.
Кретање броја становника по пописима 1857—2001.
| година пописа  | 1857. | 1869. | 1880. | 1890. | 1900. | 1910. | 1921. | 1931. | 1948. | 1953. | 1961. | 1971. | 1981. | 1991. | 2001. |
| бр. становника | 0     | 0     | 30    | 41    | 43    | 39    | 0     | 0     | 50    | 48    | 44    | 30    | 28    | 26    | 24    |

Напомена: У 1857, 1869. и 1931. подаци су садржани у насељу Марченегла, као и део података у 1881. У 1921. подаци су садржани у насељу Врх. 